# ریک و مورتی (فصل ۴)
ساخت فصل چهارم مجموعه تلویزیونی انیمیشنی ریک و مورتی توسط ادالت سویم در ماه مه سال ۲۰۱۸ تأیید شد. این فصل شامل ده قسمت است. پنج قسمت اول سریال در ۱۰ نوامبر ۲۰۱۹؛ و پنج قسمت باقی در ۳ می ۲۰۲۰ پخش شد.

## بازیگران و شخصیت‌ها
بازیگران و هنرپیشه‌هایی که در پایین لیست شده‌اند به جای شخصیت‌های این مجموعه صحبت کرده‌اند.
جاستین رولند، ریک سانچز و مورتی اسمیت، دو شخصیت اصلی این برنامه هستند؛ ریک یک دانشمند دیوانه عجیب و غریب است و مورتی نوه او است.
کریس پارنل به عنوان جری اسمیت، داماد ریک و پدر مورتی ، فردی ساده و نامطمئن که همیشه از نفوذ ریک بر خانواده‌اش نگران است.
اسپنسر گرمر به عنوان سامر اسمیت، نوه ریک، و خواهر مورتی ، یک نوجوان معمولی که نگران جایگاهش در میان همسالان خود است.
سارا چالک به عنوان بت اسمیت، دختر ریک و مادر مورتی، فردی موفق که از ازدواج خود راضی نیست.

### بازیگران مهمان
شری شپرد به عنوان قاضی، قاضی که بر محاکمه مورتی نظارت دارد.
سم نیل به عنوان مدیر گونه‌هایی است که تلاش می‌کند بر کره زمین غلبه کند.
کاتلین ترنر به عنوان ملکه موگوگاترون، که پادکست ها را دوست دارد و با همسرش مبارزه می‌کند.
Taika Waititi به عنوان کارآموز ریک و یکی از گونه های موگوگاترون است.
جفری رایت در نقش تونی، مردی مهربان و با عین حال افسرده که به طور تصادفی با ریک مواجه میشود.
پاملا ادلون به عنوان کودک ورمیگربرگ که ریک در هنگام تلاش برای رد کردن تونی تهدید می‌کند.
او همچنین گفت که انجی فلینت، یک مجرم بازنشسته است.
ایلان ماسک به عنوان ایلان تاسک، مدیر عامل تاسکلا.
جاستین theroux در نقش مایلز Knightly، یک مجرم

## قسمت ها
| شماره کلی | شماره در فصل | عنوان                           | کاگردانی     | نوشته شده       | تاریخ پخش         | تعداد بیننده |
| 32        | 1            | لبه پرتگاه:ریک بمیر ریک پیت     | Erica Hayes  | Mike McMahan    | November 10, 2019 | 2.33         |
| 33        | 2            | پیرمرد و نشسته                  | Jacob Hair   | Michael Waldron | November 17, 2019 | 1.67         |
| 34        | 3            | یک خدمه فراتر از خدمه موری      | Bryan Newton | Caitie Delaney  | November 24, 2019 | 1.61         |
| 35        | 4            | پنجه و هواردر: ریکست مورتی ویژه | Anthony Chun | Jeff Loveness   | December 8, 2019  | 1.63         |
| 36        | 5            | Rattlestar Ricklactica          | TBA          | TBA             | December 15, 2019 | TBD          |
| 37        | 6            | never ricking morty             | Erica hayes  | Jeff Loveness   | May 3, 2020       | 1.55         |
| 38        | 7            | promortyus                      | Bryan Newton |                 | May 10, 2020      | 1.34         |
| --------- | ------------ | ------------------------------- | ------------ | --------------- | ----------------- | ------------ |